# Elena Glagoleva
Elena Georgievna Glagoleva (em russo:  Елена Георгиевна Глаголева; 8 de abril de 1926 – 20 de julho de 2015)  foi uma matemática e educadora matemática soviética e russa, que organizou uma escola por correspondência para a matemática na União Soviética com sede na Universidade Estatal de Moscou, e como parte do projeto foi coautora de dois livros didáticos de matemática com Israel Gelfand.

## Publicações
É autora de:
- Метод координат (com I.M. Gelfand e A.A. Kirillov, 1964); traduzido para o inglês por Richard A. Silverman como The Coordinate Method (Pocket Mathematical Library, Gordon & Breach, 1969),[4] e por Leslie Cohn e David Sookne como The Method of Coordinates (Library of School Mathematics, MIT Press, 1967; Dover, 2002)[5]
- Функции и графики (com I. M. Gelfand and E.E. Schnol, 1965); traduzido para o inglês como Functions and Graphs por Richard A. Silverman (Pocket Mathematical Library, Gordon & Breach, 1969)[4] e por Thomas Walsh e Randell Magee (MIT Press, 1969; Birkhäuser, 1990; Dover, 2002);[6] traduzido para o alemão por Reinhard Hoffmann como Funktionen und ihre graphische Darstellung (Teubner, 1971)[7]
- Электричество в живых организмах (Electricity in Living Organisms, com M. B. Berkinblit, 1988)